# Jacqueline Roelfsema-Tenge
Jacqueline Roelfsema-Tenge (Amsterdam, 16 juni 1910 - onbekend, 29 juli 2000) was langdurig verbonden aan het Multatuli Museum.
Jacqueline Agnes Tenge was dochter van Isaak Tenge en Agnieta Arnoldina Hagedoorn. Zelf huwde ze op 19 april 1960 met Cornelis Gerardus Roelfsema (Den Haag, 26 september 1890 - Amsterdam, 5 april 1970; zij was zijn tweede vrouw), lid en bij overlijden erelid van het Multatuli Genootschap.
Zij, uit een socialistisch gezin, genoot echter een opleiding aan de HBS, daar waar zij de literaire werken van Eduard Douwes Dekker leerde kennen. Tenge kreeg een opleiding tot directiesecretaresse, een functie die zij zou bekleden tot 1975, het jaar waarin het museum daadwerkelijk als museum te bezoeken was. 
Ze was al voor haar huwelijk betrokken bij genoemd museum, dat maar niet van de grond kwam. In 1943 kocht Roelfsema het gebouw Korsjespoortsteeg 20 in Amsterdam (Multatulihuis). Pas in 1957 kreeg het een definitieve betekenis, maar het zou tot 1975 duren voordat het museum daadwerkelijk als museum openging. Al die jaren was ze al dan niet samen met Multatuliaan Henri A. Ett de conservatrice van dat museum, die de museumstukken overal vandaan schraapte. Die taak legde ze in 1987 neer; ze vond zich te oud worden. Van 1957 tot 1989 woonde ze in het museum, ze vertrok naar Purmerend. Ze werd opgevolgd door Jos van Waterschoot.
Ze bezocht in de tijd dat ze er (semiberoeps) werkzaamheden verrichtte alle zaken die met de schrijver te maken hadden, van een kranslegging bij het Multatulimonument op Westerveld tot aan de film Max Havelaar, de musical Multatuli en het beeld van Hans Bayens op de Torensluis.
In 1987 kreeg ze de G.H. 's-Gravesande-prijs van de Jan Campert-Stichting voor haar belangeloze werkzaamheden voor het museum.